# 加圧スタジオFusion
加圧スタジオFusion（かあつすたじおふゅーじょん）は宮城県仙台市に本社があるスポーツクラブやマシン販売などを行う株式会社ジーズニューコンセプトが運営するパーソナルトレーニング施設のブランドの一つ。

## 概要
パーソナルトレーニングに加え、加圧トレーニングやVRCトレーニングを提供している。
2020年現在、宮城県、東京都、埼玉県、神奈川県、愛知県、大阪府、広島県に店舗展開を行っている。
宮城県
東京都（3）新宿店、高田馬場店、銀座店、
埼玉県（1）所沢店
神奈川（2）戸塚店、戸塚店
愛知県（2）栄店、日進店
大阪府（2）梅田店、狭山店
広島県（1）広島店